# Subitario
Los subitarios, en la Antigua Roma, eran soldados que en los primeros tiempos de la República se reunían por medio de una leva extraordinaria para acudir a la defensa de la patria en peligro.
Tropa romana tomada en casos repentinos y según Justo Lipsio otro medio de acopiar tropas en caso de tumulto o inapropiada invasión se tomaban gentes a las que se da el nombre de subitarios o colecticios porque sin discernimiento ni excepción se cogía a todos, ya fuese gente joven o gente mayor.
Una cita sacada de la obra P. Virgilii Maronis Opera Omnia Ex Editione Heyniana:..., Londini: A. J. Valpy, 1819, dice lo siguiente: Hernici et colonia Antium dare Quinctio subitarios milites, ita tum repentina anxilia vocabant jussi.- Senatum censere subitarios milites tumultus causa conscriptos, primo quoque tempore dimitti

## Origen del nombre
Obtenida la supremacía de Roma a causa de la victoria en la batalla del Lago Regilo, obligaba a los confederados, el Lacio o confederación latina compuesta en un principio de pequeños estados indefensos que se coaligaba contra un enemigo, a alistar tropas urgentemente hacia el siglo IV antes de Cristo como los hernicos, la colonia de Anzio y los latinos, y de ahí su nombre de subitarii, de la palabra subitus, improvisto, súbito, repentino.
Por tanto, era una obligación de los confederados a aprontar contingentes, bajo el mando de los generales cuando el Senado lo pedía, y posteriormente, en tiempos feudales la hueste allegadiza y temporera estaba formada de muchos contingentes.

## Padre Mariana
Posteriormente, por extensión, subitarios era el nombre de la tropa colectiva o allegadiza, la que se alistaba o levantaba en los apuros, sin verdadera organización militar en el significado que da el Padre Juan de Mariana en su Historia de España, libro 6, capítulo ": El exercito está compuesto de toda tropa y como gente allegadiza, poco exercitada, ni tenían fuerza en los cuerpos ni vigor en los ánimos.

## Famiano Strada
Aunque no con frecuencia suele encontrarse la palabra subitario en autores eruditos, en la Guerra de Flandes de Famiano Strada se lee: «Al contrario, se halló constaban las tropas rebeldes de casi 25.000 hombres no pensando poco antes que pasaban de 17.000. Y era la causa, porque crecía cada día este campo acudiendo a él soldados subitarios, llamados solamente de la licenciosa codicia del pillaje.» (Batalla de Gembloux, 1578).

### Principal
- Almirante, J., Diccionario militar, Madrid, 1869.
- De Leguina, E., Glosario de voces de armería, Madrid, 1819.
- Marín y Mendoza, J., Historia de la milicia española:..., Madrid: Antonio de Sancha, 1776.

### Complementaria
- Campbell, J. B., Historia de Roma:..., Barcelona: Crítica, 2013.
- Cornell, T., The beginnings of Rome:............, 1995.
- Roldán Hérvas, J.M., Historia de Roma, Barcelona, 2009.
- Smith, J. C., Early Rome and Latium:..., Oxford, 1996.

- Datos: Q16636389